# آلساندرو ولتا
آلساندرو ولتا (به ایتالیایی: Alessandro Volta) (زاده ۱۸ فوریه ۱۷۴۵ – درگذشته ۵ مارس ۱۸۲۷) دانشمند نام‌دار ایتالیایی مخترع باتری‌های نسل امروز است.

## زندگی
ولتا در ۱۸ فوریهٔ ۱۷۴۵ در کومو که در نزدیکی میلان ایتالیا بود به دنیا آمد. تحت نظر دایی‌های خود با اعتقادات یسوعی تربیت شد. ولتا تحصیلاتش را در مدرسهٔ مذهبی بنتسی ادامه داد و در آنجا بود که با کتاب لوکریتوس آشنا شد و به شدت تحت تأثیر قرار گرفت.

## فعالیت علمی

یک پیل ولتایی

برخلاف نظر دایی‌هایش که می‌خواستند او در رشتهٔ وکالت تحصیل کند، ترجیح داد از نبوغ خود پیروی کند.
این نبوغ او را در هجده سالگی به مطالعه دربارهٔ برق کشانید. ولتا در بیست و نه سالگی معلم مدرسه شبانه‌روزی سلطنتی «کومو» گردید. در همین موقع اسباب‌های مختلف الکتریکی از قبیل الکتروفور، آب‌سنج، الکتروسکوپ و غیره را ساخت و شهرت بسیاری کسب نمود. در سال ۱۷۷۹ با سمت استادی در دانشگاه پاوی مشغول به کار شد ولتا در اختراع الکتروفور (دستگاه برق‌ساز) خود یعنی شگفت‌آورترین ابزار برقی پس از بطری لید این بینش را که صمغ (رزین) برق خود را بیش از شیشه حفظ می‌کند با این واقعیت تلفیق کرد که یک ورقهٔ فلزی و عایق بارداری که خوب تنظیم شده باشند می‌توانند جرقه‌های فراوان تولید کنند بی‌آنکه برق را ضعیف سازند در سال ۱۷۷۲ ولتا صورت مفصل و دشواری از کتاب الکتریک آرتیفیشال را منتشر کرد که بیش از پیش مؤید این نظر عجیب بود که برق‌های ناهم‌نام در پیوند یک عایق باردار و یک هادی که موقتاً به زمین وصل شده است فقط به این منظور یکدیگر را خنثی می‌کنند که در تجزیه‌های بعدی با تقویت مجدد پدید آیند گازسنج ولتا یکی از مهم‌ترین کشف‌های سده هیجدهم را محقق ساخت و آن عبارت بود از کشف ترکیب آب که لاووازیه در میان چیزهای دیگر با جرقه زدن اکسیژن و هیدروژن روی جیوه به دان پی برد.

تمبر یادبود الکساندر ولتا - انتشار در ۱۹۲۷ - ایتالیا (سومالی)

مطالعات بعدی ولتا در مورد هوا مربوط می‌شد به عمل و تأثیر گرما در گازها و بخارها تصور کلی او از گرما دنباله نظریه‌های کرافردوکرون دربارهٔ سیالات است با یک استثنای خاص گوآنکه منابع او پدیدهٔ گرمای نهان را به ترکیبی شیمیایی نسبت می‌دادند که موجب تغییر حالت بود او گرما را عمده ساخت و گرمای نهان را نتیجهٔ جهش بعدی در ظرفیت گرمایی ویژه دانست ولتا در اندازه‌گیری انبساط هوا به عنوان تابعی از گرما یا شاید تابعی از دمای که در دماسنج جیوه‌ای نشان داده می‌شود موفق‌تر بود ولی مجلاتی که مخصوص انتشار این نتایج بودند در خارج ایتالیا کمتر خوانده می‌شدند در هر حال حق قضیه «ثابت بودن ضریب انبساط هوا» بنابر رأی یکپارچه کنگره بین‌المللی فیزیک‌دانان در کومو که به پاس صدمین سال درگذشت دو تشکیل شده بود بار دیگر به ولتا برگردانده شد در سال ۱۷۸۰ موضوع بحث مجامع علمی «الکتریسیته» بود والش ثابت کرده بود که تکان حاصل از تماس با ماهی تورپیل از نوع تکان‌های الکتریکی است. در سال ۱۷۷۳ ماهی مزبور را تشریح کرد و عنصر مولد الکتریسیته را پیدا نمود هنتر در همان عنصر مشابهی در بدن یکی از انواع مارماهی پیدا کرد به این ترتیب فکر اینکه حیوانات دیگر هم باید دارای این عضو باشند قوت گرفت لویی گالوانی استاد تشریح دانشگاه بولونی در سال ۱۷۸۰ این آزمایش را روی قورباغه انجام داد به‌طوریکه قورباغه را به برق‌گیر آویزان نمود و ملاحظه نمود که هنگام عبور ابر عمل انقباض در پنجه‌های قورباغه انجام می‌شود گالوانی برای اطمینان کامل در هوای خوب قورباغه را به بالکن فلزی منزل خودش آویزان کرد ولی نتایج قبلی را مشاهده نکرد یک شب که حوصله‌اش از نگرفتن نتیجه به سر آمده بود با عصبانیت قورباغه را از محلی که آویزان کرده بود جدا کرد و در این موقع به موجب تصادف دراثر تماس گازانبری که بوسیلهٔ آن قورباغه را گرفته بود با بالکن تکانی در قورباغه مشاهده می‌نماید و فکر می‌کند که واقعاً مسئله الکتریسیته حیوانی را کشف کرده است؛ ولی صدای مخالفی از ولتا بلند شد که الکتریسیته که در این عمل به وجود آمده است فقط در اثر تماس گاز انبر و بالکن آهنی است ولتا در واقع تجربیات گالوانی را تکرار نمود و درصدد برآمد که ثابت کند قورباغه دخالتی در ایجاد الکتریسیته نداشته است آنگاه سکه‌ای از نقره و قطعه‌ای روی به کار برد و آن‌ها را با پارچه پشمی اسیددار از هم جدا نمود و بدینوسیله پیل الکتریکی تشکیل شد این پیل فقط جرقه تولید نمی‌کرد بلکه جریانی متصل که در حال عبور بود ایجاد می‌نمود دانشمند بزرگ روز بیستم مارس ضمن نامه‌ای اکتشاف خود را به جامعه پادشاهی اطلاع می‌دهد و از همین زمان شهرت فراوانی در سراسر اروپا کسب می‌نماید و کشف او تأثیر عمیقی در مجامع علمی به وجود آورد و ناپلئون او را به پاریس دعوت می‌کند و از او می‌خواهد که تجربه‌اش را در مقابل آکادمی تکرار کند و بعد از اثبات آن او را به سمت کنت و سناتور کشور ایتالیا انتخاب می‌کند ولتا بعد از سه سال از شغل خود کناره می‌گیرد و به کومو می‌رود.

## ولتا و گالوانی
لوییجی گالوانی نیز مانند ولتا یک دانشمند ایتالیایی بود. گالوانی هنگامی که دو فلز متفاوت به صورت سری توسط پای قورباغه به یکدیگر متصل می‌شوند چیزی مشاهده کرد که نام آن را «الکتریسیته جانوری» نامید؛ بعدها ولتا متوجه شد که پای قورباغه به عنوان رسانای الکتریکی (که اکنون به عنوان الکترولیت شناخته می‌شود) و آشکارساز الکتریکی عمل می‌کند. هم چنین وی اظهار کرد که پاهای قورباغه به جریان الکتریکی که توسط دو فلز متفاوت ایجاد شده بود بی ربط است.
ولتا پای قورباغه را با یک کاغذ آغشته به آب نمک جایگزین کرد و جریانی از الکتریسیته که مشابه مشاهدات قبلی خود بود را شناسایی کرد. بدین روش ولتا پتانسیل الکترود استاندارد (سری الکتروشیمیایی) را کشف کرد. نیروی محرکه الکتریکی (نیروی الکتروران) یک پیل گالوانی که از یک جفت الکترود که توسط الکترولیت از یکدیگر جدا شده‌اند به اختلاف پتانسیل الکتریکی الکترود دو سر آن مرتبط است. (بنابراین؛ دو الکترود یکسان و یک الکترولیت رایج برآیند نیروی محرکه (emf) آنها صفر است) این کشف، قانون سری‌های الکتروشیمیایی ولتا مشهور است.
در سال ۱۸۰۰، ولتا یک پیل ولتایی (یک باتری الکتریکی ابتدایی) را اختراع کرد که جریان مستقیم (DC) تولید می‌کرد. ولتا متوجه شد بهترین الکترودها برای ساخت یک پیل زینک و مس است.

## باتری
دانشمدان و مخترعان زیادی همچون ویلیام نیکلسون، تیبریوس کاوالو و آبراهام بنت از اخراعاتی همچون پیل ولتایی، ولتا تأثیر پذیرفتند.
پیل ولتایی یکی از اولین پیل برق‌شیمیایی‌های جهان بود. پیل او از دو الکترود مس و زینک به همراه الکترولیتی مخلوطی از سولفوریک اسید و آب نمک بود.

## زندگی‌نامه

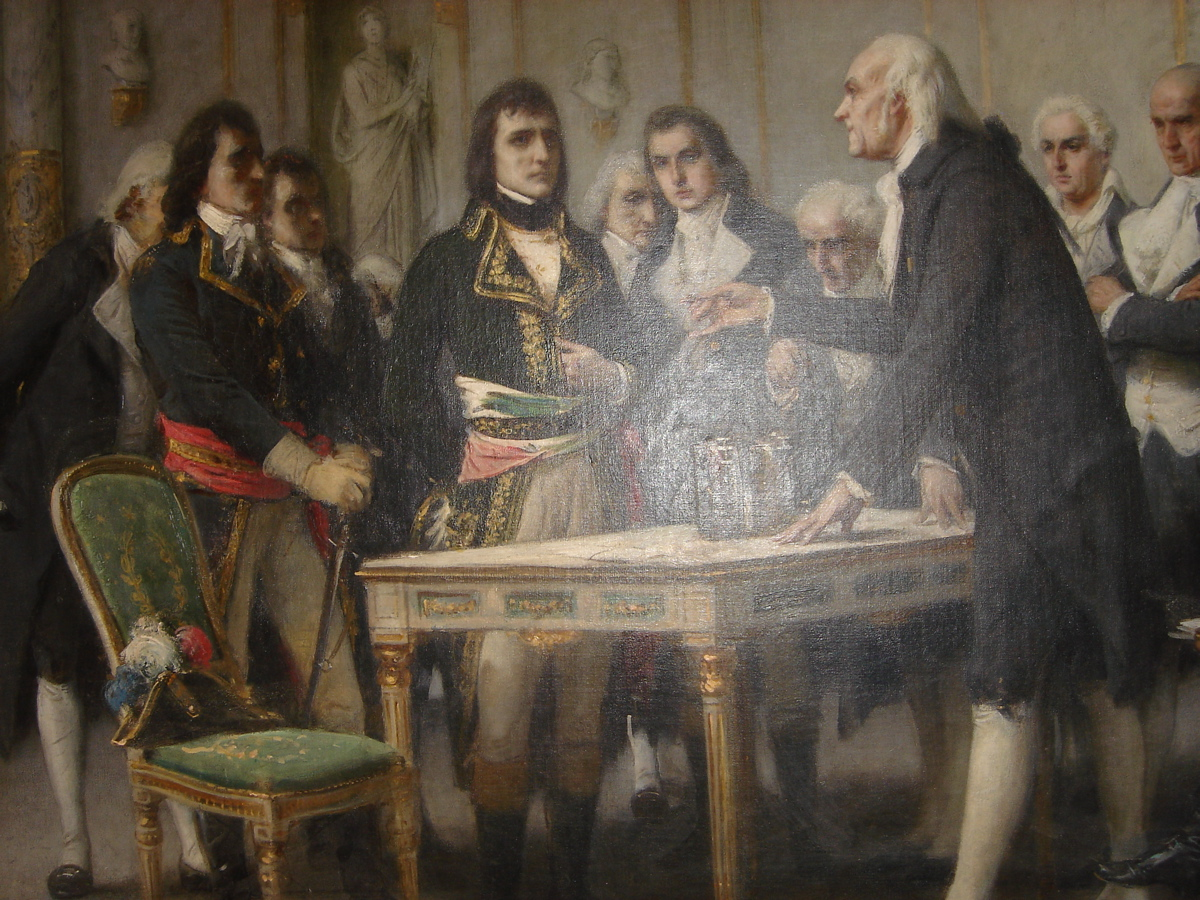
نگارگری از ولتا در هنگام بیان اصل ستون الکتریکی به ناپلئون بناپارت سال ۱۸۰۱

در سال ۱۸۰۹، ولتا به عضویت مؤسسه سلطنتی هلند پذیرفته شد. به خاطر کارهایش، ولتا در سال ۱۸۱۰ توسط ناپلئون بناپارت مورد تقدیر قرار گرفت. در سال ۱۸۱۹، ولتا بازنشسته شد و به ملک خود در کامنا گورا، بخشی از کومو در ایتالیا، که اکنون به نام «کامنا گورا ولتا» شناخته می‌شود، بازگشت. او در تاریخ ۵ مارس ۱۸۲۷، درست پس از جشن زایش ۸۲ سالگی خود، در آنجا درگذشت. پیکر ولتا در کامنا گورا ولتا به خاک سپرده شد.

## وابسته
- نیروگاه آلساندرو ولتا